# Anatol Provazník
Anatol Provazník (10. března 1887 v Rychnově nad Kněžnou – 24. září 1950 v Praze) byl český hudební skladatel a varhaník.

## Život
Pocházel z hudebnické rodiny. Jeho otec byl hudební skladatel Alois Provazník. Od mládí se věnoval hudbě. Po studiích na rychnovském gymnáziu byl přijat na Pražskou konzervatoř a po svých studiích získal místo varhaníka v katedrále Sv. Víta. Jeho láskou byl však rozhlas. Přihlásil se ke studiu radiofonie do Berlína a po složení zkoušek roku 1929 nastoupil na místo zástupce šéfa hudebního oboru v pražském studiu Československého rozhlasu. Působil tam plných šestnáct let.

## Dílo
Jako skladatel a aranžér vytvořil pro rozhlasový orchestr mnoho úprav skladeb našich i světových klasiků, které byly prováděny ještě dlouho po jeho smrti. Je autorem několika desítek zejména klavírních a orchestrálních skladeb, písní a sborů. Z větších prací:

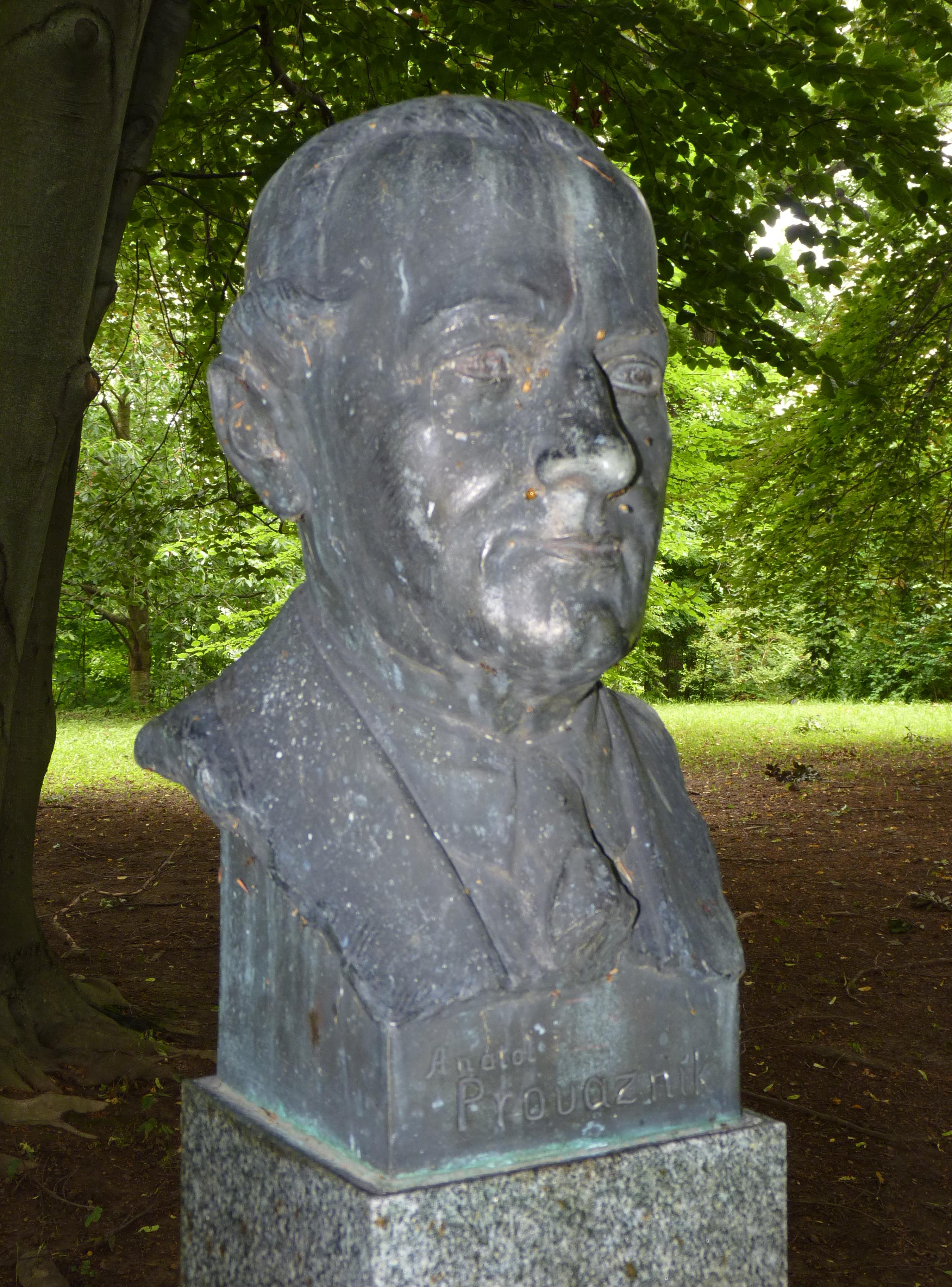
Busta Anatola Provazníka u kostela v Rychnově nad Kněžnou

### Opery
- Ghitta (1922)
- Akaga (1927)

### Operety
- Prodaná láska (1910)
- Bonbonový král (1913)
- Dolly op. 96 (1919)
- Akrobat op. 126 (1920)
- Venuše na cestách (1922)
- Polibek lásky (1923)

### Kantáty
- Cantantibus organis, žalm 150 pro sóla, sbor, varhany a velký orchestr op. 52 (komponováno pro slavnostní otevření velkého studia Čs. rozhlasu, 1935)
- Žalm 116 (provedeno v Salcburku, 1937)
- Legenda o sv. Prokopu pro baryton, smíšený sbor, orchestr a varhany op. 59 (text Jaroslav Vrchlický, 1939–41, Cena AVU)
- Žalm 90 op. 62 (1943)
- Kantáta práce (1948)
- České tance pro smíšený sbor a orchestr

## Odkazy

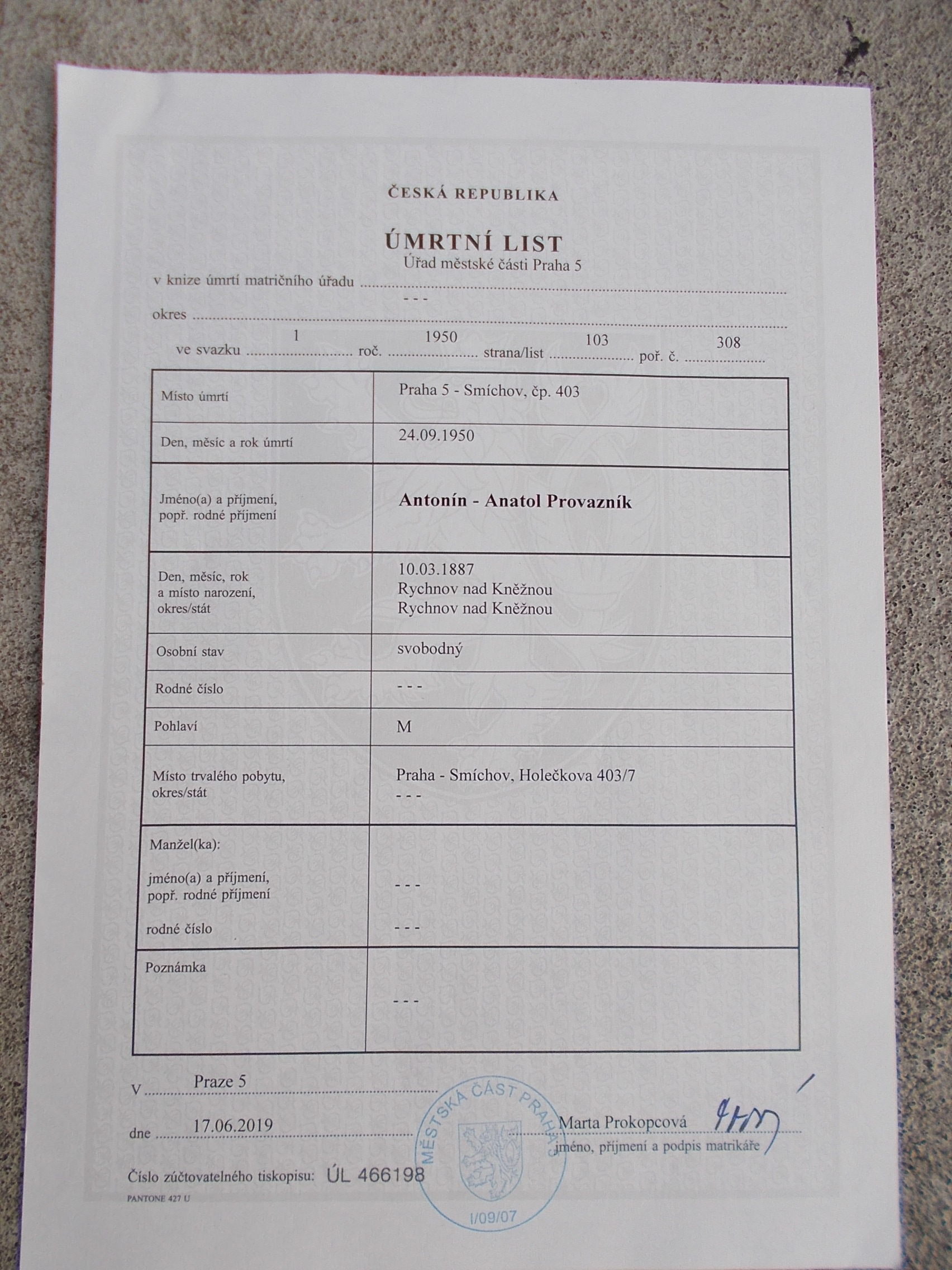
Anatol Provazník – úmrtní list